# باغ گل

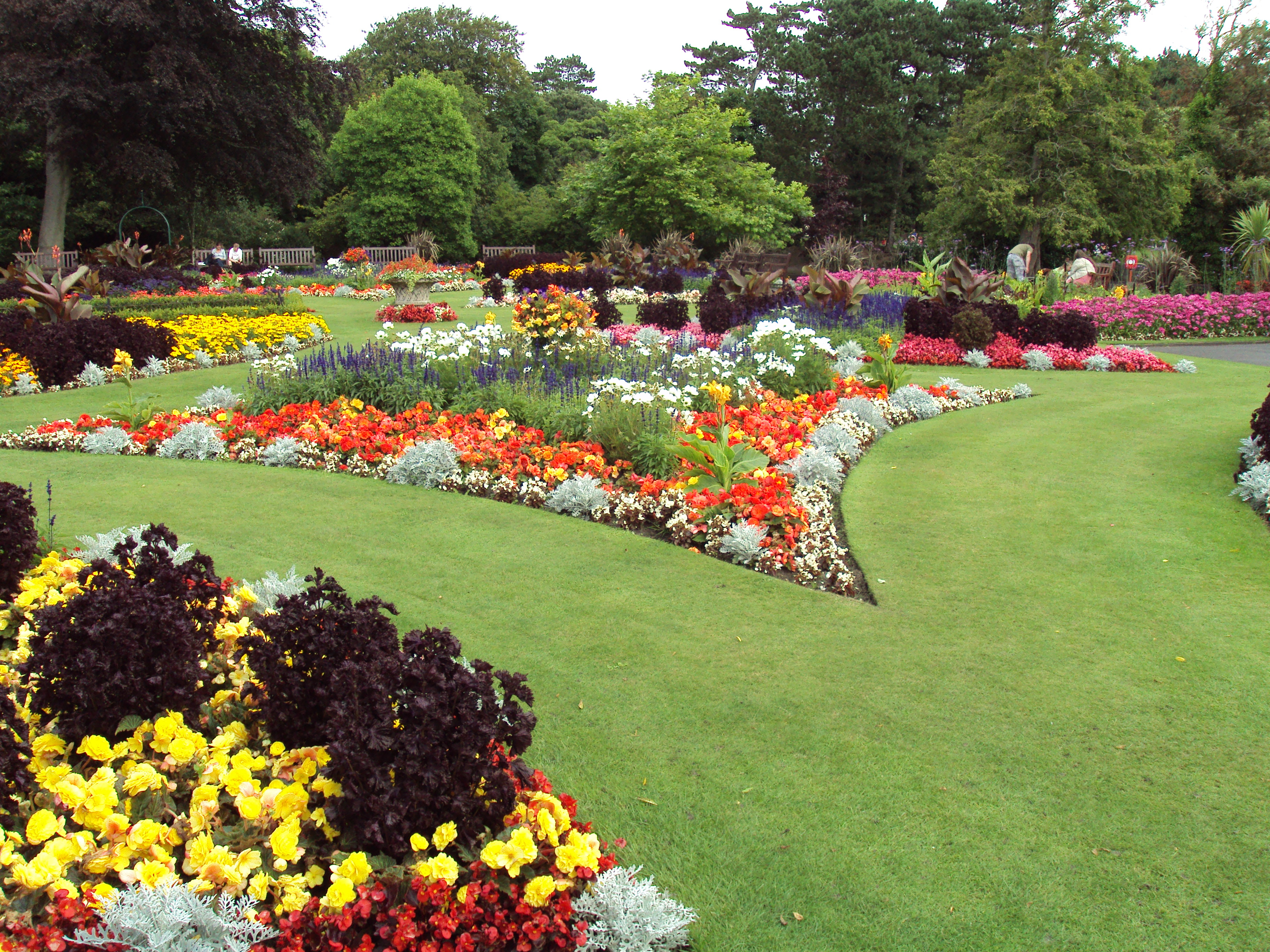
باغ گلی در یک باغ گیاه‌شناسی انگلستان

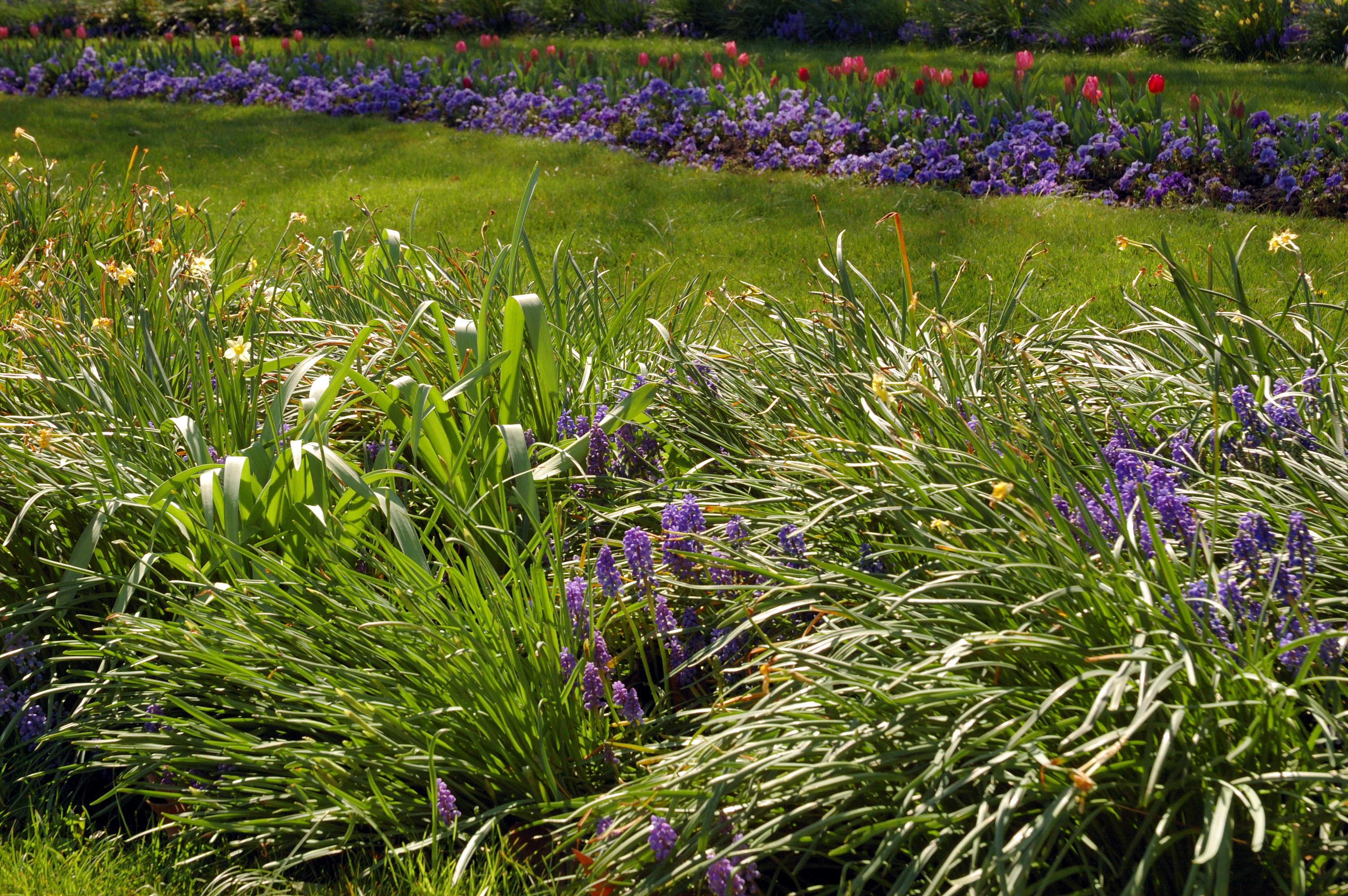
باغ گلی با گیاهانی در رنگ‌ها و ارتفاع‌ها و بافت‌های متضاد برای چشم‌نوازی بیشتر

باغ گل هر گونه باغی است که برای پرورش و نگهداری گل ساخته شده باشد. از آنجا که گیاهان گوناگون در زمان‌های متفاوتی در سال گل می‌دهند، یک باغ گل نیازمند در نظر گرفتن زمان‌بندی است و همچنین ممکن است در هر زمان از سال با گل‌های متفاوت و رنگ‌بندی متفاوتی دیده شود.

## برخی از باغ‌های مشهور
- باغ گل موکوجیما
- باغ‌های بوچارت
- کوکنهوف